# Judith Hermann
Judith Hermann, (født 5. maj 1970) er en tysk forfatter. Judith Hermann er født og opvokset i det tidligere Vestberlin. Hun er cand. mag. i tysk og filosofi og er desuden uddannet fra det anerkendte Berliner Journalistenschule – et højprofileret akademi for journalister. I den forbindelse arbejdede hun i en periode for den tysksprogede avis Aufbau i New York, hvorfra hun arbejdede på sine første litterære tekster og dermed påbegyndte sit forfatterskab.
I Berlin arbejdede Judith Hermann kortvarigt som journalist inden hun blev tildelt Alfred Döblin-stipendiet i 1997 fra Berliner Akademie der Künste.

## Forfatterskab
I 1998 udgav Hermann sin første og anmelderroste novellesamling Sommerhaus, später (”Sommerhus, senere”, 2001). Allerede med sit debutværk manifesterede hun sig som en af de nye ”store stemmer” og placerede sig som en markant figur på den litterære scene. Med udgivelsen af sit andet værk, Nichts als Gespenster i 2003 (Spøgelser, overalt, 2004) fortsatte Judith Hermann sin litterære succes, men kritikerernes høje forventninger efter Sommerhaus, später gjorde at værket alligevel ikke fik helt samme modtagelse og gennemslagskraft som debuten. Seks år senere, i 2009, udgav Judith Hermann sin tredje novellesamling, Alice (Alice, 2009), som høstede imponerende ros hos anmeldere verden over. I 2014 udkom Hermanns første roman, Aller Liebe Anfang (Al kærligheds begyndelse, 2016), der fik en noget splittet modtagelse blandt de tyske og danske anmeldere. Mens de tyske anmeldere kritiserede Hermanns karakteristiske ordknappe skrivestil for at være utilstrækkelig i en romanform, jublede de danske anmeldere over romanens litterære suverænitet. I hendes seneste udgivelse Lettipark (Lettipark, 2016) fra 2016 vendte Hermann atter tilbage til novellegenren og endnu engang blev hun rost af anmelderne for sit sensationelle sprog og litterære elegance.
De ni fortællinger i Sommerhus, senere udspiller sig i et moderne Berlin, hvor en gruppe af unge berlinere lever livet bekymringsfrit i en tilværelse præget af tilfældigheder. I Spøgelser, overalt følger man syv kvinders rejse rundt omkring i Europa, med undtagelse af titelnovellen, der foregår i USA. Fælles for kvinderne er, at de alle er i trediverne og alle er på jagt efter et eksistentielt holdepunkt i en ellers usikker omverden.
Alice består af fem forbundne fortællinger, knyttet sammen af den kvindelige protagonist Alice. Samtlige noveller omhandler enten en døende eller allerede afdød mand og hver enkelt novelle bærer fornavnet på den pågældende mand som fortællingen drejer sig om. Novellesamlingen tager afsæt i spændingsfeltet mellem den abstrakte død og den konkrete hverdag.
I Al kærligheds begyndelse følger man Stella og Jasons stille og kærlighedsløse familieliv, der brydes af en ung mands chikane og forfølgelse af Stella, mens Jason ikke er til stede. Dette driver Stella ud i en større tankeproces omkring kærligheden generelt. Fortællingerne i Lettipark kredser imidlertid om den ensomme og længselsfulde eksistens og om betydningen af livets altafgørende øjeblikke.

## Værker oversat til dansk
| Dansk titel              | Originaltitel         | år   | Oversætter                           | forlag         | år   | ISBN                   |
| ------------------------ | --------------------- | ---- | ------------------------------------ | -------------- | ---- | ---------------------- |
| Sommerhus, senere        | Sommerhaus, später    | 1998 |                                      | Batzer og Co.  | 2001 |                        |
| Spøgelser, overalt       | Nichts als Gespenster | 2003 |                                      | Batzer og Co.  | 2004 |                        |
| Alice                    | Alice                 | 2009 | Judyta Preis og Jørgen Herman Monrad | Batzer og Co.  | 2011 |                        |
| Al kærligheds begyndelse | Aller Liebe Anfang    | 2014 | Judyta Preis og Jørgen Herman Monrad | Batzer og Co.  | 2016 | ISBN 978-87-93209-22-0 |
| Lettipark                | Lettipark             | 2016 | Judyta Preis og Jørgen Herman Monrad | Baltzer og Co. | 2016 | ISBN 978-87-93209-38-1 |

## Priser
- Hugo Ball Prisen
- Kleist Prisen
- Bremer Literatur-Förderpreis

## Film
- Eisblumenfarm (baseret på "Sommerhaus, später")

Kortfilm af Dominik Betz (2004); med Philip Hellmann, Sara Hilliger og Gunnar Solka
- Freundinnen

Kortfilm af Tobias Stille (2005); med Anneke Kim Sarnau, Regina Stötzel og Murat Yilmaz
- Nichts als Gespenster

Skuespil af Martin Gypkens (2006); med August Diehl, Chiara Schoras og Fritzi Haberlandt